# Беса Адеми
Беса Адеми (на албански: Besa Ademi, на македонска литературна норма: Беса Адеми) е съдийка от Северна Македония.

## Биография
Роден е на 23 януари 1964 година в албанско семейство в столицата на Социалистическа република Македония Скопие. В 1990 година завършва Юридическия факултет на Скопския университет и на 15 декември 1990 година започва работа като стажант в Окръжния съд в Скопие. Полага правосъден изпит на 8 април 1994 година. От 8 февруари 1994 година е сътрудник в същия съд. От 9 декември 1999 година до 14 юни 2004 година е заместник-прокурор. На 15 юни 2004 година е избрана за съдия в Апелационния съд в Скопие и работи в гражданския отдел.
На 7 юли 2009 година е избрана за съдия във Върховния съд на Република Македония.
На 12 февруари 2021 година Съдебният съвет на Република Северна Македония я избира за председател на Върховния съд на страната.